# 上杉茂憲
上杉茂憲（日语：／ Uesugi Mochinori，1844年4月15日—1919年4月18日）是日本江戶時代後期和明治時代、大正時代的一位政治人物。他是出羽國米澤藩的最後一位藩主。明治維新後敘正二位伯爵。
上杉茂憲是上杉齊憲的庶子，出生後不久就被指定為嗣子。1860年元服時，接受德川家茂的偏諱，取名茂憲。
1868年，戊辰戰爭爆發，米澤藩加入奧羽越列藩同盟，並且是同盟的重要成員。米澤藩曾一度擊敗新政府軍，但最後戰敗。上杉齊憲被迫將藩主及家督之位讓給了茂憲，但仍掌握實權。
1869年（明治2年），版籍奉還，茂憲被任命為米澤藩知事。1871年廢藩置縣，茂憲奉命搬到東京居住。此後他自費前往英國留學。歸國後，他於1881年5月被任命為沖繩縣令。為了瞭解縣內的情況，他視察了整個沖繩島，並直接從沖繩原住民那裏瞭解情況。其視察記錄《上杉縣令巡回日誌》是瞭解當時沖繩世故風俗的重要史料。他認為培養人才對產業的發展至關重要，任內在沖繩設立多所初等學校，並積極出資資助縣內各學校。他還於1882年（明治15年）派遣謝花昇、太田朝敷、高嶺朝教、岸本賀昌、今歸仁朝蕃五人作為第一次縣費留學生，前往東京學習。其中除了今歸仁朝蕃中途返鄉以外，其餘四人全部學成回縣。
在施政方針上，他延續了前任鍋島直彬的舊慣溫存政策，試圖平息琉球王族和士族的不滿。但他試圖在沖繩進行改革，曾向明治政府上書要求進行改革，但明治政府認為其主張過於激進而不予回應。他多次上書，部份政府高官被他說動，於1882年派遣尾崎三良為政府視察官來到沖繩，陪同茂憲一起視察久米島、粟國島、宮古島、石垣島。尾崎向明治政府報告稱「上杉縣令蠱惑民心」。上杉茂憲於翌年被免職，回到東京。
1884年任元老院議官。翌年敘伯爵爵位。1890年元老院廢止後改任錦鷄間祗候。1896年搬回米澤居住，努力改進繅絲織物。
1919年（大正8年）4月18日去世，享年76歲。法號憲德院殿權大僧都法印敬心。
| 上杉茂憲        |                                         |                   |
| 官衔            |                                         |                   |
| 前任： 上杉齊憲 | 米澤藩第13代藩主 1869年–1871年          | 無 原因：廢藩置縣 |
| 前任： 鍋島直彬 | 沖繩縣令 1881年–1883年                  | 繼任： 岩村通俊   |
| 貴族爵位和頭銜  |                                         |                   |
| 無 原因：新設立 | 米澤上杉家伯爵 （第一代） 1884年–1919年 | 繼任者： 上杉憲章 |